# Scarf-Osteotomie
Die Scarf-Osteotomie ist ein orthopädisches Operationsverfahren mit Knochendurchtrennung zur Korrektur (Korrekturosteotomie) von Fehlstellungen des ersten Mittelfußknochens (Metatarsale-1-Osteotomie). Sie wird häufig bei einem Hallux valgus mit Hervortreten eines Ballens (Metatarsus primus varus) vorgenommen und gilt als z-förmige diaphysäre Osteotomie. Eine Osteosynthese erfolgt meist durch zwei kleine Schrauben.

## Historisches
Die erste z-förmige diaphysäre Osteotomie des ersten Mittelfußknochens wurde bereits 1926 von Meyer vorgeschlagen, allerdings in vertikaler Schnittführung. Die erste Beschreibung einer horizontalen Osteotomie des ersten Mittelfußknochens erfolgte 1976 durch J. M. Buruturan, für eine Verlängerung des Knochens. Zur Korrektur des Hallux valgus wurde sie in Chicago ab 1983 durch die Chirurgen Gudas und Zygmunt eingesetzt, und Lowell Weil prägte 1984 den Namen "Scarf-Osteotomie". Nachdem Louis S. Barouk diese Technik bei Weil kennen lernte, übernahm er sie selbst und stellte das Verfahren mit Weil in der aktuell allgemein üblichen Form in den 1990er Jahren vor, wodurch es allgemein bekannt und populär wurde.
Der englische Name kommt aus dem Zimmermannshandwerk, wo er eine Form der Schiftung bezeichnet, die der Verschiebung der Osteotomie-Fragmente sehr ähnlich ist und seit langer Zeit zur Verlängerung von Balken eingesetzt wird.

## Indikation
Die wichtigste Indikation ist der Hallux valgus, bei dem vielmehr die begleitende oder auslösende Varus-Fehlstellung des ersten Mittelfußknochens behandelt wird. Anders als die Chevron-Osteotomie eignet sich die Scarf-Osteotomie auch für ausgeprägtere Fehlstellungen mit einem Intermetatarsale-Winkel bis zu 40°. Gleichzeitig kann eine Verlängerung oder Verkürzung des Metatarsalschafts vorgenommen werden sowie eine Rotation bis zu 15°. Ebenso ist es möglich, den Metatarsale-1-Kopf tiefer treten zu lassen, und so den ersten Strahl stärker zu belasten. Dies führt zur Entlastung der übrigen Mittelfuß-Strahlen, was besonders bei einem schmerzhaften Spreizfuß (Metatarsalgie) sinnvoll ist. 
Darüber hinaus kann die Scarf-Osteotomie auch beim Hallux varus angewandt werden.

## Durchführung
Die Anästhesie kann peridural oder regional erfolgen, ebenso als intravenöser Block. In der Regel wird in Blutleere operiert. Der Hautschnitt erfolgt innenseitig mittig längs über dem Schaft des ersten Mittelfußknochens. Zunächst wird zur Führung ein Kirschnerdraht in den Metatarsalkopf eingebracht, bevor als erstes der dorsal-distale kurze Schnitt in etwa 50–60° mit einer oszillierenden Säge durchgeführt wird. Es folgt der lange längs verlaufende im Verhältnis zur Schaftachse nach proximal-plantar geneigte horizontale Schnitt, der parallel zur Fußsohle durchgeführt wird, und etwa 2 cm distal des ersten Tarsometatarsalgelenks endet, gefolgt vom abschließenden proximalen plantaren kurzen Schnitt im 60°-Winkel zur Vollendung der z-förmigen Osteotomie. Der horizontale Schnitt, parallel zur Plantarfläche, führt zu einem Tiefertreten des Köpfchens, wenn er nach lateral um etwa 20° plantarwärts abgeschrägt wird, wodurch die Belastung des ersten Strahls erhöht werden kann. 
Unter Zug an der Großzehe und mittels Knochenklemmen kann anschließend die Lateralverschiebung des distalen Fragments mitsamt eventueller Rotation, Verkürzung oder Verlängerung durchgeführt werden. Zur Fixierung werden allgemein zwei spezielle versenkbare Gewindekopfschrauben (Barouk-schrauben) von dorsal unter Sichtkontrolle eingebracht, die die Osteotomie unter Kompression bringen und so die korrigierte Stellung halten. Durch die besondere Technik der Osteotomie ist sie an sich selbsthaltend (intrinsisch stabil), so dass ursprünglich die Scarf-Osteotomie auch ganz ohne Osteosynthese durchgeführt wurde. Abschließend werden dorsal überstehende Knochenanteile geglättet.
Begleitend werden noch weitere Weichteil- und knöcherne Eingriffe am Großzehengrundgelenk durchgeführt:
- Laterales Release des Großzehengrundgelenks und des dortigen lateralen Sesambeins
- Mediale Kapselraffung am Großzehengrundgelenk gegebenenfalls mit Kapselplastik
- fakultativ Cheilektomie, die Abtragung des medialen Kopfanteils, der als Überbein (Exostose) am Ballen prominent ist.
- fakultativ Akin-Osteotomie als Verkürzungsosteotomie des Großzehen-Grundglieds (der proximalen Phalanx), vorwiegend bei gleichzeitig vorliegendem Hallux valgus interphalangeus.

## Nachbehandlung
Die Wundversorgung mit zeitgerechter Fadenentfernung erfolgt nach den üblichen Richtlinien. Anfangs werden Hochlagerung, Schonung und Kühlung empfohlen. Zur Schmerztherapie werden meist Antiphlogistika eingesetzt.
Eine Mobilisierung erfolgt meist nach einem bis zwei Tagen, wobei die Großzehe aktiv und passiv bewegt werden muss, um einer Einsteifung vorzubeugen. Durch die intrinsische Stabilität der Osteotomie sind in der Regel keine Vorfußentlastungsschuhe notwendig, außer bei Vorliegen einer Osteoporose. Stattdessen werden meist weiche Schuhe oder Verbandschuhe benutzt, und eine Vollbelastung wird meist ab dem zweiten Tag nach der Operation erlaubt. Meist sollen für fünf bis sechs Wochen keine längeren Spaziergänge oder sportlichen Belastungen erfolgen. Röntgenkontrollen werden oftmals nach einer und nach sechs Wochen durchgeführt, wenn meist bereits Zeichen einer knöchernen Heilung im Röntgenbild sichtbar sind. Eine vollständige Abschwellung und ein normales Bewegungsausmaß wie vor der Operation werden oft erst nach drei bis fünf Monaten erreicht.
Für die Zeit der Entlastung oder nicht vollständigen Mobilität wird oftmals eine Thromboseprophylaxe in Form einer einmal täglichen Subkutaninjektionen eines niedrigmolekularen Heparins (NMH) verordnet.

## Komplikationen
Die Komplikationsrate ist insgesamt niedrig, jedoch sind allgemeine operative Komplikationen wie Wundinfektion oder Wundheilungsstörung möglich. Spezielle Komplikationen sind:
- Pseudarthrose, das Nichtzusammenwachsen der Knochenfragmente ist äußerst selten, und wahrscheinlicher bei starker Seitverschiebung.
- Steifigkeit und verminderte Großzehenmobilität.
- Bruch oder Lockerung der Schrauben werden nur in seltenen Einzelfällen beobachtet.
- Osteonekrose des Köpfchens in etwa 0,2 %, wobei die hauptsächliche Blutversorgung von plantar gesichert wird und am ehesten beim lateralen Release verletzt werden kann. In der Folge ist meist eine Arthrodese des Großzehengrundgelenks notwendig.
- Eine Weichteil- oder Sehnenreizung durch überstehende Schraubenköpfe ist durch die Schraubenart mit versenkbaren gewindetragenden Schraubenköpfen ebenfalls sehr selten. Entsprechend wird nur in seltenen Fällen eine Materialentfernung vorgenommen.
- Unzureichende Korrektur oder Rezidiv
- Überkorrektur mit Ausbildung eines Hallux varus in weniger als 1 % bis zu 8 % der Fälle. Ursache ist meist ein zu ausgedehntes laterales Release, eine zu starke mediale Kapselraffung, zu großzügige Cheilektomie oder eine zu starke Verschiebung des distalen Fragments nach lateral.
- Streßfrakturen sind sehr selten. Durch eine Modifikation der Osteotomietechnik mit Plantarisierung des kurzen proximalen Schnitts kann einer Streßfraktur weitgehend vorgebeugt werden.